# گورستان گنچ‌آباد ۲
قبرستان گنچ آباد ۲ مربوط به سده‌های متاخر دوران‌های تاریخی پس از اسلام است و در شهرستان سرباز، بخش پیشین، دهستان جکیگور، ۱/۷ کیلومتری جنوب روستای گنج‌آباد واقع شده و این اثر در تاریخ ۲ مرداد ۱۳۸۷ با شمارهٔ ثبت ۲۳۰۶۶ به‌عنوان یکی از آثار ملی ایران به ثبت رسیده است.